# Maria McKee
Maria Luisa McKee (* 17. srpna 1964) je americká zpěvačka. Narodila se v Los Angeles a svou kariéru zahájila v roce 1982 jako členka kapely Lone Justice. S tou nahrála dvě studiová alba. Roku 1986 se skupina rozpadla. V roce 1985 nazpíval její píseň A Good Heart britský zpěvák Feargal Sharkey; singlu se dostalo velkého úspěchu v britské hitparádě. Své první sólové album nazvané Maria McKee vydala v roce 1989. Podíleli se na něm například Richard Thompson, Bruce Brody, Jim Keltner a Tony Levin. Později vydala několik dalších alb. Během své kariéry se podílela i na nahrávkách jiných hudebníků, mezi které patří například Robbie Robertson, Gavin Friday a Sharleen Spiteri.

## Sólová diskografie
- Maria McKee (1989)
- You Gotta Sin to Get Saved (1993)
- Life Is Sweet (1996)
- High Dive (2003)
- Peddlin' Dreams (2005)
- Late December (2007)[1]